# الشركة القابضة لكهرباء مصر
الشركة القابضة لكهرباء مصر هي شركة قابضة حكومية مصرية، تابعة لوزارة الكهرباء والطاقة المتجددة، أنشأت سنة 2000، تعمل في مجال إنتاج ونقل وتوزيع الكهرباء في مصر، تُشرف على محطات الإنتاج، شبكات النقل، وشبكات توزيع الكهرباء، وتضم 16 شركة تابعة.
تنقسم هذه الشركات بين إنتاج ونقل وتوزيع

## التاريخ
أنشأت سنة 1976 هيئة حكومية تحت اسم «هيئة كهرباء مصر» لتكون مسئولة عن كافة محطات القوى الكهربائية وشبكات نقلها وتوزيعها، و في نفس العام أنشأت أيضاً «هيئة كهربة الريف » لتكون مسئولة عن كهرباء المناطق الريفية في مصر
```
[
2
]
 وفي سنة 
1984
 تم إنشاء «هيئة القطاع العام لتوزيع القوى الكهربية» حيث تولت الإشراف على شركات توزيع الكهرباء.
```

في سنة 1998 تم نقل تبعية شركات توزيع الكهرباء إلى هيئة كهرباء مصر، وتم دمج مناطق الكهرباء السبع وشركات توزيع الكهرباء في سبع شركات مساهمة، وفي عام 2000 صدر القانون رقم 164 بتحويل هيئة كهرباء مصر إلى الشركة القابضة لكهرباء مصر التي صارت تتبعها خمس شركات لإنتاج الكهرباء وسبع شركات لتوزيع الكهرباء وشركة واحدة لنقل الكهرباء والتحكم فيها.
وفي سنة 2001 تم إعادة هيكلة الشركة القابضة والشركات التابعة لها حتى أصبح عدد الشركات التابعة ست عشرة شركة ستة شركات إنتاج والشركة المصرية لنقل الكهرباء وتسعة شركات توزيع.

## الشركات التابعة
تضم الشركة القابضة لكهرباء مصر 17 شركة تابعة هي:
| - شركة القاهرة لإنتاج الكهرباء - شركة شرق الدلتا لإنتاج الكهرباء - شركة غرب الدلتا لإنتاج الكهرباء - شركة وسط الدلتا لإنتاج الكهرباء - شركة المحطات المائية لإنتاج الكهرباء - شركة الوجه القبلي لإنتاج الكهرباء - الشركة المصرية لنقل للكهرباء - شركة القناة لتوزيع الكهرباء |  | - شركة البحيرة لتوزيع الكهرباء - شركة شمال القاهرة لتوزيع الكهرباء - شركة جنوب القاهرة لتوزيع الكهرباء - شركة مصر الوسطى لتوزيع الكهرباء - شركة مصر العليا لتوزيع الكهرباء - شركة الاسكندرية لتوزيع الكهرباء - شركة شمال الدلتا لتوزيع الكهرباء - شركة جنوب الدلتا لتوزيع الكهرباء - شركة الخدمات الطبية للكهرباء |

## هيئة المحطات النووية
- هيئة الطاقة الجديدة والمتجددة.
- جهاز تنظيم مرفق الكهرباء وحماية المستهلك.

## وصلات خارجية
- الموقع الرسمي
- الموقع الرسمي للشركة نسخة تجريبية